# Aschraf El Mahdioui
Aschraf El Mahdioui (Amsterdam, 24 maggio 1996) è un calciatore olandese, centrocampista dell'Al-Taawoun.

## Carriera
Arrivato all'Ajax nel 2013, ha debuttato con la squadra riserve nel 2015. Il 30 giugno 2016 si trasferisce a parametro zero all'ADO Den Haag, con cui firma un triennale. Il 27 giugno 2017, dopo sedici presenze totali con i Cigni, passa all'AS Trenčín, legandosi con gli slovacchi fino al 2020. Il 19 gennaio 2022, dopo 6 mesi al Wisła Cracovia, passa ufficialmente all'Al-Taawoun firmando un contratto valido fino al 30 giugno 2024.

## Statistiche

### Presenze e reti nei club
Statistiche aggiornate al 28 luglio 2023.
| Stagione          | Squadra           | Campionato        | Campionato | Campionato | Coppe nazionali | Coppe nazionali | Coppe nazionali | Coppe europee | Coppe europee | Coppe europee | Altre coppe | Altre coppe | Altre coppe | Totale | Totale |
| Stagione          | Squadra           | Comp              | Pres       | Reti       | Comp            | Pres            | Reti            | Comp          | Pres          | Reti          | Comp        | Pres        | Reti        | Pres   | Reti   |
| ----------------- | ----------------- | ----------------- | ---------- | ---------- | --------------- | --------------- | --------------- | ------------- | ------------- | ------------- | ----------- | ----------- | ----------- | ------ | ------ |
| 2015-2016         | Jong Ajax         | ED                | 23         | 3          | -               | -               | -               | -             | -             | -             | -           | -           | -           | 23     | 3      |
| 2016-2017         | ADO Den Haag      | E                 | 13         | 0          | CO              | 3               | 0               | -             | -             | -             | -           | -           | -           | 16     | 0      |
| 2017-2018         | AS Trenčín        | SL                | 22+11      | 4+2        | CS              | 1               | 0               | UEL           | 4             | 0             | -           | -           | -           | 38     | 6      |
| 2018-2019         | AS Trenčín        | SL                | 16         | 1          | CS              | 4               | 1               | UEL           | 8             | 0             | -           | -           | -           | 28     | 2      |
| 2019-2020         | AS Trenčín        | SL                | 9+5        | 1+0        | CS              | 1               | 0               | -             | -             | -             | -           | -           | -           | 15     | 1      |
| 2020-2021         | AS Trenčín        | SL                | 20+10      | 1+0        | CS              | 4               | 0               | -             | -             | -             | -           | -           | -           | 34     | 1      |
| Totale AS Trenčín | Totale AS Trenčín | Totale AS Trenčín | 93         | 9          |                 | 10              | 1               |               | 12            | 0             |             | -           | -           | 115    | 10     |
| 2021-gen.2022     | Wisła Cracovia    | E                 | 16         | 1          | CP              | 2               | 0               | -             | -             | -             | -           | -           | -           | 18     | 1      |
| gen.- giu.2022    | Al-Taawoun        | SPL               | 12         | 1          | KCC             | 1               | 0               | AFC           | 2             | 0             | -           | -           | -           | 15     | 1      |
| 2022-2023         | Al-Taawoun        | SPL               | 29         | 1          | KCC             | 1               | 0               | -             | -             | -             | -           | -           | -           | 30     | 1      |
| Totale Al-Taawoun | Totale Al-Taawoun | Totale Al-Taawoun | 41         | 2          |                 | 2               | 0               |               | 2             | 0             |             | -           | -           | 45     | 2      |
| Totale carriera   | Totale carriera   | Totale carriera   | 186        | 15         |                 | 17              | 1               |               | 14            | 0             |             | -           | -           | 217    | 16     |